# Лежневі дороги

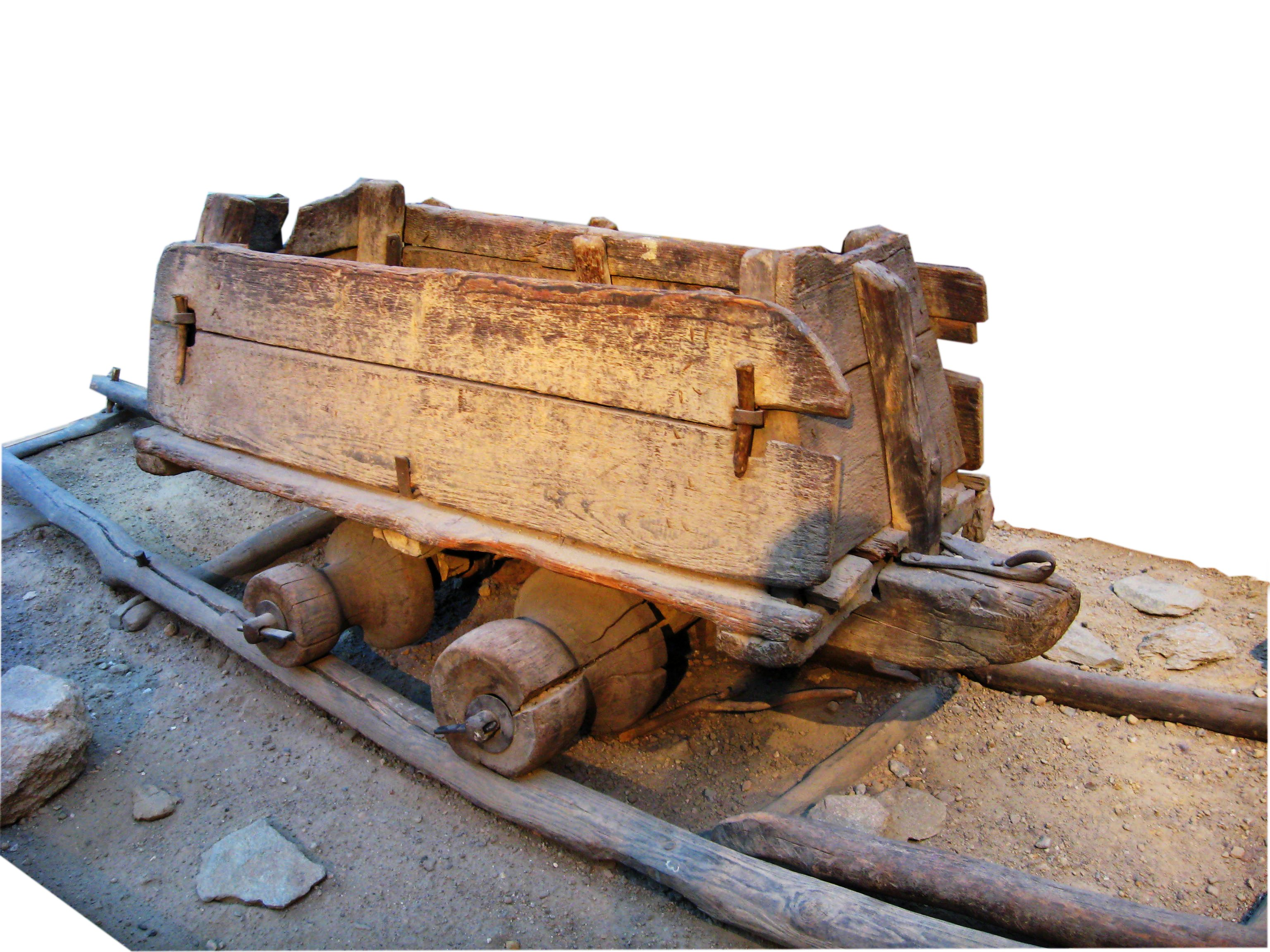
Старовинна вагонетка на лежневій дорозі.

Лежневі дороги — колії з виступаючих або вкопаних врівень з ґрунтом дерев'яних поздовжніх брусів (лежней). По таких шляхах, наприклад, в шахтах, пересувалися візки (вагонетки). Сходу візків з лежневої дороги запобігав направляючий стрижень. Згодом стали укладати лежні, які мали округлені форми, а на колесах візків з'явилися жолоби. Спочатку візки переміщали вручну, пізніше стали впрягати коня, лежні не тільки служили напрямними, а й сприймали основне навантаження. У XII—XIV століттях лежневі дороги були на багатьох копальнях і шахтах. Зокрема, лежневі дороги будувалися в рудниках і шахтах в Угорщині, Німеччині, Франції, Великої Британії.
Зокрема лежневі дороги в гірничій справі описані Ґеорґіусом Агріколою (De Re Metallica, 1556), побудовані у 1764 р. за проектом К. Д. Фролова на Зміїногорському руднику (Алтай). У 1788 р. за ініціативою начальника Олонецьких заводів А. С. Ярцова на Олександрівському гарматному заводі в Петрозаводську були прокладені рейки із чавуну на відстань майже 174 м.
З появою більш важких тягових засобів (локомотивів), зі збільшенням навантаження лежні спочатку стали оббивати листами заліза, потім почали робити цілком залізні рейки, які пізніше стали відливати з чавуну і сталі.